# Songköltoo
Der Songköltoo (kirgisisch Соңкөлтоо; russisch Сонкёльтау) ist ein Gebirgszug im Norden des Gebietes Naryn in Kirgisistan.
Der Songköltoo ist Teil des Tienschan-Gebirgssystems in Zentralasien. Er verläuft nördlich der Songköl-Niederung über eine Länge von 60 km in Ost-West-Richtung. Entlang der Nordflanke fließen die beiden Flüsse Dschumgal im Westen und Tölök im Osten. Die östliche Abgrenzung zum Baidulu-Gebirgszug bildet der Dolon-Pass. Der Songköltoo erreicht eine maximale Höhe von 3856 m. Der 3446 m hohe Kalmak-Pass überquert den Songköltoo und bildet einen nördlichen Straßenzugang zum 3016 m hoch gelegenen Songköl-See. Der Songköltoo besteht hauptsächlich aus Kalkstein. Die Nordhänge sind steil. Auf den sanft abfallenden Südhängen gedeiht Wiesensteppenvegetation.